# Pont de Bounery
Le pont de Bounery est un pont en arc qui enjambe l'Ance en contrebas du bourg médiéval de Chalencon, en Haute-Loire. La rivière forme ici la limite entre les communes de Saint-André-de-Chalencon (dont fait partie le bourg de Chalencon) et de Tiranges.

## Localisation
L'édifice se situe dans la région de l'Auvergne, en Haute-Loire.

## Historique
Le pont permettait de relier le château de Chalencon à Tiranges. Dans son état actuel, il semble postérieur au pont du Diable et ne paraît donc pas être antérieur au XVe siècle.
Il a été inscrit au titre des monuments historiques le 23 septembre 1949

## Description
Pont à une arche en plein cintre, sans avant- et arrière-becs.
Le tablier en léger dos d'âne a une largeur de 2,90 m. Le haut du parapet, en son point le plus haut est à 15,20 m au-dessus de l'Ance. L'ouverture de l'arche est de 18,00 m. Une arche semble avoir été bouchée.